# Ołeksij Tupczij
Ołeksij Petrowycz Tupczij, ukr. Олексій Петрович Тупчій (ur. 22 sierpnia 1986 w Perwomajsku, w obwodzie mikołajowskim Ukraińska SRR) – ukraiński piłkarz, grający na pozycji pomocnika.

## Kariera piłkarska

### Kariera klubowa
Wychowanek klubów RWUFK Kijów i Zmina-Obołoń Kijów, barwy których bronił w juniorskich mistrzostwach Ukrainy (DJuFL). W 2004 rozpoczął karierę piłkarską w białoruskim Dniapro Mohylew. W styczniu 2011 jako wolny agent przeszedł do FK Witebsk. 15 stycznia 2012 podpisał kontrakt z Biełszyną Bobrujsk, ale rozegrał tylko jeden mecz, dlatego w sierpniu 2012 przeniósł się do FK Homel. W styczniu 2013 powrócił do Dniapra Mohylew. 11 stycznia 2014 roku przeszedł do Szachciora Soligorsk. W 2015 ponownie wrócił do Dniapra Mohylew. 15 stycznia 2016 roku zasilił skład FK Haradzieja. 23 lipca 2017 po raz kolejny wrócił do Dniapra Mohylew. 2 lutego 2018 ponownie został piłkarzem Biełszyny Bobrujsk.

## Sukcesy i odznaczenia

### Sukcesy klubowe
- brązowy medalista Mistrzostw Białorusi: 2009[7].